# Kırıkkale
Kırıkkale és la capital de la província de Kırıkkale a la regió d'Anatòlia Central de Turquia. Està situada 80 km a l'est d'Ankara. Segons el cens del 2000, la població de la província era de 280.834 habitants, dels quals 192.705 vivien a la ciutat de Kırıkkale. El nom de la ciutat significa castell trencat.
La ciutat de Krkkale està situada en la línia de ferrocarril que va de Kayseri a Ankara prop del Kızılırmak a Turquia central. Anteriorment un poble, deu el seu ràpid ascens en població principalment a l'establiment de molins d'acer durant els anys 1950. Aquestes fàbriques (de les més grans del país), estan especialitzades en aliatges d'acer d'alta qualitat i maquinària. Durant els anys 1960 s'hi afegiren plantes de productes químics.
La Universitat de Kırıkkale es troba en aquesta ciutat.

## Història
El nom de la ciutat, suposadament, prové de "Kırık" un poble situat a 3 km al nord de la ciutat, combinat amb un altre nom, "Kale", que significa castell; al centre de la ciutat, els dos s'ajuntaren per donar lloc a 'Kırıkkale'.
Els primers pobladors van arribar durant el segle xvi, quan tribus turques provinents de l'est s'instal·laren a Anatòlia Central.

## Geografia
Kırıkkale està situada a la Regió d'Anatòlia Central de Turquia, prop del Kızılırmak (que traduït significa Riu Vermell). El riu es fa servir per produir arròs per a l'economia turca. La vegetació natural de Kırıkkale és estepària i té moltes vinyes.

### Clima
Kırıkkale té un clima continental (segons la Classificació climàtica de Köppen Dsa) i semidesert (segons la Classificació climàtica de Köppen Bsk), amb hiverns freds i amb neu i estius calorosos i secs. Les precipitacions ocorren principalment durant la primavera i la tardor.